# Vuelo 107 de LAN Chile
El vuelo 107 de LAN Chile fue un vuelo comercial con destino a Buenos Aires y Montevideo que se accidentó el 6 de febrero de 1965, cuando el avión de pasajeros Douglas DC-6B, matrícula CC-CCG, serie 45513/104, se estrelló dentro del Cajón del Maipo, ubicado inmediatamente al sudeste de Santiago de Chile, cobrando la vida de sus 88 ocupantes.
Con 88 fallecidos, se trata del accidente más mortífero de la aviación chilena y también fue el peor accidente de un DC-6, el cual fue superado por el vuelo 954 de Olympic Airways, con 90 fallecidos, el cual sucedió 4 años después, en Grecia.

## Aeronave
La aeronave siniestrada era un Douglas DC-6B-404, número de serie 45513/104, equipado con 4 motores Pratt & Whitney R-2800 y había efectuado su primer vuelo en 1958 y entregado a LAN en agosto del mismo año. Recibió originalmente el registro CC-CLDD, pero después se cambió a CC-CCG.
Antes del accidente, el avión llevaba 17085 horas de vuelo acumuladas, pero se desconocen los ciclos acumulados.

## Antecedentes
El sábado 6 de febrero de 1965, en el aeropuerto Los Cerrillos, el vuelo internacional 107 programado en un avión Douglas DC-6B, uno de los seis que tenía Lan Airlines, fue abordado por 80 pasajeros (51 chilenos y 29 extranjeros de diferentes nacionalidades: argentinos, peruanos, uruguayos, italianos, una estadounidense, checos, soviéticos y alemanes) y 7 tripulantes de la entonces institución de carácter estatal.
La tripulación de vuelo estaba compuesta por el comandante Mario Bustamante Astete —que tenía unas 11 000 horas de vuelo y había cruzado los Andes en 128 ocasiones; de ellas, 24 veces como piloto—, el copiloto Patricio Rojas Vender, el ingeniero de vuelo Dalmiro Jaramillo y el radio operador José Ramírez. Formaban la tripulación de cabina los sobrecargos Myriam Concha, Marcos Hasard Behar y Sonia Yebra.
El avión despegó aproximadamente a las 8:06 de la mañana. El piloto decidió, en vez de tomar la ruta hacia Curicó y enlazar la ruta aérea establecida por el Paso del Planchón, escalar altura directamente sobre Santiago y se introdujo por el costado sur del Cajón del Maipo (ruta que se utiliza actualmente).
El avión estaba en perfecto estado operativo y podía alcanzar un techo operativo de 7600 m. Sin embargo, al parecer no alcanzó suficiente altura de seguridad (7500 m) para trasponer los primeros cordones de la cordillera de los Andes donde las alturas son, en promedio, de 5500 m s. n. m.

## Accidente
Testigos oculares, ubicados en Lo Valdés, sector El Morado y Las Melosas, vieron al aparato intentando infructuosamente ganar altura para luego presenciar su choque y posterior explosión contra el risco que une el cerro Catedral con el cerro Corona, frente a la cara este del cerro Vega cerca del volcán San José, en el sector Cajón Lo Valdés y a una altura aproximada de 3800 m, en las coordenadas geográficas 33°51′59″S 70°05′35″O / -33.86639, -70.09306. aproximadamente,  entre las 8:36 y 8:38.
Un testigo ocular señaló lo siguiente:

-Miren, miren, el avión se metió a la cordillera y voló por aquí, por Los Queltehues. Allí lo vieron pasar. Después siguió paralelo, por arriba de esta cordillera, al lado sur del Cajón del río Volcán [...] Aquí están los Baños de Morales al norte del río y acá al sur está el cerro Retumbadero Chico. Este cerrito tiene, como dice en el mapa, 3850 metros de alto. El avión pasó por encima, ¿y ven? Aquí está la quebrada de Lo Valdés y el cerro que sigue es el Catedral que es más bajo ya que tiene solamente 3450 metros, y allí, a metros de la cumbre se estrelló el avión, cuatrocientos metros más chico que el Retumbadero [...].

Las 88 personas perecieron en el accidente en forma instantánea. Tanto el aparato como los pasajeros se desintegraron al golpear los farellones y sus restos quedaron dispersos en un área relativamente pequeña como un macabro osario y aún son visibles hoy.
Se ignoran las causas que motivaron al piloto a tomar una ruta no autorizada. La comisión investigadora del accidente catalogó su comportamiento como un caso grave de indisciplina y error del piloto. LAN y la Comisión hablaron de indisciplina y error del piloto; sin embargo, nunca publicaron ni se investigaron los reportes de fallas anteriores que el comandante había informado en su debida oportunidad. Una semana antes, en un vuelo nacional al norte y comandando el mismo Douglas DC-6B, este profesional reportó fallas en el avión y, contraviniendo órdenes de la torre de control, retornó tres veces al aeropuerto Los Cerrillos por las fallas que presentó para que revisaran su avión.
Ha sido el peor accidente aéreo ocurrido en Chile hasta la fecha.